# 317 a.C.
Il 317 a.C. (CCCXVII a.C. in numeri romani) è un anno  del IV secolo a.C.

## Eventi
- Menandro vince il primo premio alle Lenee con la commedia Dyskolos, Il brontolone
- Roma
  - Consoli Quinto Emilio Barbula e Gaio Giunio Bubulco Bruto

## Morti
- Agnonide, politico ateniese
- Attalo, militare macedone antico
- Euridice II di Macedonia, regina macedone antica
- Filippo III Arrideo, sovrano macedone antico (n. 359 a.C.)
- Poro, sovrano